# Bruzelius
Bruzelius är en svenskt efternamn, som huvudsakligen bärs av medlemmar av släkten Bruzelius.
- Anders Bruzelius (1911–2006), svensk domare
- Anders Johan Bruzelius (1831–1901), svensk personhistoriker
- Andreas Bruzelius – flera personer
  - Andreas Bruzelius (1788–1851) , svensk präst
  - Andreas Bruzelius (1824–1906), svensk präst
  - Andreas Bruzelius (1865–1964), svensk läkare
- Arvid Sture Bruzelius (1799–1865), svensk läkare
- Emanuel Bruzelius (1786–1832), svensk boktryckare och -förläggare
- Ingrid Bruzelius (1908–1984), svensk lektor
- Karin Maria Bruzelius (född 1941), norsk domare
- Lars Bruzelius (född 1943), svensk företagsekonom
- Lotty Bruzelius (1855–1941), svensk donator
- Magnus Bruzelius – flera personer
  - Magnus Bruzelius (militär) (1912–2004), svensk militär
  - Magnus Bruzelius (präst) (1786–1855), svensk präst och historisk författare
- Måns Birger Bruzelius (1866–1944), svensk fotograf
- Nils Bruzelius (född 1945), svensk nationalekonom
- Nils G. Bruzelius (1826–1895), svensk arkeolog och skolman
- Ragnar Magnus Bruzelius (1832–1902), svensk läkare
- Sommar Bruzelius – flera personer
  - Sommar Bruzelius (jurist) (1869–1956), svensk jurist
  - Sommar Bruzelius (läkare) (1909–1999), svensk läkare
- Sture Bruzelius (1838–1903), svensk officer och politiker
- Wilhelm Bruzelius (1871–1957), svensk bankman och revisor